# 韩绍祥
韩绍祥（1944年—），男，汉族，山东章丘人，中华人民共和国政治人物。曾任人民教育出版社党委书记、社长。新中国60年百名优秀出版人物。